# 鈴木英門
鈴木 英門（すずき えいもん、本名の読みは「ひでと」、1973年1月16日 - ）は、テレビ新潟放送網の社員で元同局アナウンサー、気象予報士。東京都豊島区出身。法政大学卒業。
愛称はえーもん。

## 略歴
1996年4月入社。通常「ズームイン!!朝」「ズームイン!!SUPER」や「新潟一番」などに出演する際には「鈴木えーもん」を名乗っていたが、報道番組などでは漢字の「鈴木英門」を名乗っていた（「ズームイン!!SUPER」内のコーナー「NNNニュースSUPER」で中継がある場合は「鈴木英門」で表記された）。
「全国高等学校クイズ選手権」北陸大会では「敗者復活の神」として有名で、登場とともに敗者から「えーもん」コールが巻き起こることもあった。
2006年春に気象予報士の資格を取得。
2014年からはアナウンサーと兼任の形で、制作部所属となりプロデューサーを兼任。
2018年からは東京支社所属となり、営業部で外勤営業をしている。
2024年ではコンテンツ戦略部ディレクターとして本社勤務。同年11月18日より「ZIP!」で新設されるTeNY発の7時台後半（7:40頃 - 7:55）ローカル枠にて、気象予報士として出演。

## 担当番組
- ZIP! - TeNYローカル枠（月曜7:40頃 - 7:55）にて天気キャスター。

## 過去
- エレベスト+刑事
- 旬刊!テレビマガジン
- よるラボ
- ズームイン!!朝!→ズームイン!!SUPER 新潟担当レポーター
- 夕方ワイド新潟一番